# Bridge over Troubled Water
Pour la chanson, voir Bridge over Troubled Water (chanson).
Albums de Simon et Garfunkel
Bookends
(1968) Simon and Garfunkel's Greatest Hits
(1972)
Bridge over Troubled Water est un album du duo Simon et Garfunkel, paru en 1970, et le dernier album studio qu'ils ont enregistré ensemble. Il a remporté cinq Grammy Awards en 1971, dont celui du meilleur album. Cet album est 51e au classement des 500 plus grands albums de tous les temps, établi par le magazine américain Rolling Stone en 2003. Il est largement considéré comme l'apogée artistique du duo, composé alors que les premiers désaccords au sein du groupe se faisaient ressentir, notamment par rapport à l'appropriation de certaines chansons par Art Garfunkel, bien qu'elles furent toutes composées par Paul Simon.

## Titres
Toutes les chansons sont de Paul Simon, sauf indication contraire.
| No  | Titre                           | Auteur                   | Durée |
| --- | ------------------------------- | ------------------------ | ----- |
| 1.  | Bridge over Troubled Water      |                          | 4:52  |
| 2.  | El cóndor pasa (If I Could)     | Simon, Milchberg, Robles | 3:06  |
| 3.  | Cecilia                         |                          | 2:54  |
| 4.  | Keep the Customer Satisfied     |                          | 2:33  |
| 5.  | So Long, Frank Lloyd Wright     |                          | 3:47  |
| 6.  | The Boxer                       |                          | 5:08  |
| 7.  | Baby Driver                     |                          | 3:14  |
| 8.  | The Only Living Boy in New York |                          | 3:58  |
| 9.  | Why Don't You Write Me          |                          | 2:45  |
| 10. | Bye Bye Love                    | Bryant, Bryant           | 2:55  |
| 11. | Song for the Asking             |                          | 1:49  |

## Musiciens
- Paul Simon : chant, guitare
- Art Garfunkel : chant
- Joe Osborn : basse
- Larry Knechtel : piano
- Fred Carter Jr. : guitare
- Hal Blaine : batterie